# Ceruchus lignarius
Ceruchus lignarius es una especie de coleóptero de la familia Lucanidae. Presenta las subespecies: Ceruchus lignarius lignarius, Ceruchus lignarius monticola y Ceruchus lignarius nodai.

## Distribución geográfica
Habita en Japón.